# 1817 au théâtre
| Années du théâtre : 1814 - 1815 - 1816 - 1817 - 1818 - 1819 - 1820    |
| Décennies du théâtre : 1780 - 1790 - 1800 - 1810 - 1820 - 1830 - 1840 |

## Événements
- Johann Wolfgang von Goethe quitte la direction du Théâtre de la Cour grand-ducale à Weimar, dont il a été le premier directeur (Intendanz) depuis 1791.

## Pièces de théâtre représentées
- 1er mars : Jean-Bart à Versailles, fait historique en 1 acte, mêlé de couplets d'Alexandre-Marie Maréchalle et Merville, Théâtre de la Gaîté, Paris.
- 4 mars : Le Capitaine Belronde, comédie en trois actes et en prose, de Louis-Benoît Picard, Théâtre de l'Odéon, Paris.
- 17 mai : Une matinée de Henri IV, comédie en un acte et en prose, de Picard, Théâtre de l'Odéon, Paris.

- 3 juillet : Les Deux Anglais, comédie en 3 actes et en prose de Merville, Théâtre de l'Odéon, Paris.

- 28 août : Vauglas ou les Anciens Amis, comédie en cinq actes et en prose, de Picard, Théâtre de l'Odéon, Paris.
- 23 septembre : L'Homme gris, comédie en trois actes et en prose de Théodore Baudouin d'Aubigny et Adolphe Poujol, Théâtre de l'Odéon, Paris[1].
- 8 décembre : La Maison en loterie, de Picard et Radet, Théâtre de l'Odéon, Paris.
- 30 décembre : Ni l'un, ni l'autre, tableau villageois en un acte de Jules Vernet, Théâtre de l'Odéon, Paris.

## Naissances
- 15 mars : Bernard Lopez, auteur dramatique français, d'origine espagnole, mort le 19 mai 1896.
- 17 juin : Albéric Second, journaliste, romancier et dramaturge français, mort le 2 juin 1887.
- 3 septembre : Alfred Delacour, dramaturge et un librettiste français, mort le 31 mars 1883.
- 16 septembre : Julien Deschamps, acteur et peintre français, mort le 12 septembre 1889.
- 29 septembre : Alexandre Soukhovo-Kobyline, dramaturge russe, mort le 24 mars 1903.

## Décès
- 1er juin : Augustin Louis de Ximénès, poète et auteur dramatique français, né le 28 février 1728.